# پنگویسکی
پنگویسکی (به لهستانی:  Pniewiski) یک روستا در لهستان است که در گمینا پژسمکی واقع شده‌است.